# Rhizophlyctidales
Rhizophlyctidales är en ordning av svampar. Rhizophlyctidales ingår i klassen Chytridiomycetes, divisionen pisksvampar och riket svampar.
|                   | Rhizophydiales |
|                   | |
|                   | Chytridiales |
|                   | |
|                   | Lobulomycetales |
|                   | |
| Rhizophlyctidales | \| \| Sonoraphlyctidaceae \| \| \| \| \| \| Borealophlyctidaceae \| \| \| \| \| \| Arizonaphlyctidaceae \| \| \| \| |
|                   | \| \| Sonoraphlyctidaceae \| \| \| \| \| \| Borealophlyctidaceae \| \| \| \| \| \| Arizonaphlyctidaceae \| \| \| \| |
|                   | Spizellomycetales                                                                                                   |
|                   | |
|                   | Olpidiaceae |
|                   | |
|                   | Hyaloraphidium |
|                   | |
|                   | Bertramia |
|                   | |
|                   | Tetrachytrium |
|                   | |
|                   | Zygochytrium |
|                   | |
|                   | Sphaeromonas |
|                   | |
|                   | Piromonas |
|                   | |
|                   | Sonoraphlyctidaceae                                                                                                 |
|                   | |
|                   | Borealophlyctidaceae                                                                                                |
|                   | |
|                   | Arizonaphlyctidaceae                                                                                                |
|                   | |

|  | Sonoraphlyctidaceae  |
|  |                      |
|  | Borealophlyctidaceae |
|  |                      |
|  | Arizonaphlyctidaceae |
|  |                      |